# Беленихинский район
Беленихинский район — административно-территориальная единица в составе Курской и Белгородской областей, существовавшая в 1935—1961 годах. Центр — село Беленихино
Беленихинский район был образован в составе Курской области 18 января 1935 года.
По состоянию на 1945 года район делился на 12 сельсоветов: Гнездиловский, Грязновский, Казачанский, Лесковский, Лучковский, Плотавский, Покровский, Ржавецкий, Тетеревинский, Шаховский, Щелоковский и Яснополянский.
6 января 1954 года Беленихинский район отошёл к Белгородской области.
1 апреля 1961 года Беленихинский район был упразднён, а его территория передана в Гостищевский и Прохоровский районы.